# Багланова Роза Тажибаївна
Роза Тажибаївна Багла́нова (каз. Роза Тәжібайқызы Бағланова; нар. 1 січня 1922, Казали — пом. 8 лютого 2011, Алмати) — радянська казахська оперна і естрадна співачка (сопрано).

## Біографія
Народилася 1 січня 1922 року в місті Казали (нині Кизилординська область, Казахстан). Походила з роду жагалбайли племені Жетиру Молодшого жуза. Після закінчення школи протягом 1939—1941 років навчалася в Кизил-Ординському педагогічному інституті. Після смерті батька, коли сім'ї стало жити важко, вступила до Ташкентського текстильного інституту, оскільки там забезпечували житлом в гуртожитку, безплатним харчуванням і можна було підробляти ткалею. У Ташкенті її спів випадково почув соліст Ташкентського оперного театру і одночасно директор філармонії Мухітдін Карі-Якупов.
З 1941 року працювала в Самарканді, в Державному жіночому ансамблі пісні та танцю Узбецької РСР Узбецької філармонії. Влітку 1941 року одержала направлення до Московської консерваторії, але почалася війна, і вона пішла на фронт разом з ансамблем. У складі бригади артистів виступала перед бійцями Червоної армії прямо на передовій. Її фронтові концерти користувалися величезним успіхом, вона співала пісні та частівки з репертуару Лідії Русланової, в тому числі й пісню «Ах, Самара-городок». За спогадами її самої, цю пісню вона вперше почула на одному з фронтових концертів у виконанні Лідії Русланової, після чого почала виконувати її сама. Самій Лідії Руслановій виконання Рози дуже сподобалося, і вона фактично подарувала казахській співачці-початківці цю пісню, котра стала її «візитівкою». 9 травня 1945 року брала участь у Переможному концерті в Берліні.
У 1947—1949 роках працювала в Казахському державному академічному театрі опери та балету імені Абая, в 1949—1960 роках — у Республіканської філармонії імені Джамбула. У 1949 році знялася в радянсько-угорському документальному фільмі «Юність світу». У 1960 році стала провідним майстром сцени Казахського державного концертного об'єднання «Казахконцерт». Член КПРС з 1962 року.
Померла в Алмати 8 лютого 2011 року. Похована в Алмати на Кенсайському кладовищі.

## Творчість
У репертуарі співачки були твори світового оперного мистецтва, казахські, російські, узбецькі, татарські, монгольські, корейські, словацькі, польські, японські народні пісні і пісні сучасних композиторів.
Гастролювала за кордоном (Польща, НДР, Угорщина, Австрія, Чехословаччина, Китай, Корея, Індія, Бірма, Канада, Швеція, Бельгія та і них країнах).
У 2007 році, у видавництві «Атамура» вийшла її автобіографічна книга «Айналайин халқимнан еркелеткен» («Вдячна народові моєму за ласку до мене»).

## Визнання
- Ім'я співачки включено до першого випуску про жінок світу англо-американської енциклопедії «Хто є хто».
- Студія «Казахфільм» зняла про співачку документальний фільм «Наша Роза», в якому йдеться про великий творчий шлях артистки.
- У 2011 році вийшов документальний фільм про артистку «Ах, Самара-городок» (кінокомпанія MG Production, режисер А. Кистаубаєв).

## Відзнаки
- Народний Герой Казахстану з 1996 року.

нагороджена
- орденами Леніна (1959), Трудового Червоного Прапора, Дружби народів (1981), Отан (1996);
- двома медалями «За бойові заслуги» (1 вересня 1943; 15 вересня 1945[4]), медалями «За трудову доблесть», «За перемогу над Німеччиною у Великій Вітчизняній війні 1941—1945 рр.» (1945, вручав в Варшаві маршал Костянтин Рокоссовський, «Шапагат» («Милосердя»; 1995), «Астана», «10 років незалежності Республіки Казахстан», «60 років Перемоги у Великій Вітчизняній війні 1941—1945 рр.» (Казахстан), «50 років Цілині», «10 років Астані», «За освоєння цілинних земель»;

почесні звання
- Народна артистка Казахської РСР з 1955 року[5]
- Народна артистка СРСР з 1967 року.
- Народна артистка Киргизстану з 1996 року (за великі заслуги в зміцненні братніх відносин між казахським і киргизьким народами та значний внесок у взаємний розвиток і збагачення національних культур[6]).
- Почесний президент Всесвітнього товариства мусульманок.
- Почесний громадянин кількох міст.
- Почесний громадянин Кизилординській області з 2007 року.

премії і призи
- Дипломант II Всесоюзного конкурсу артистів естради в Москві (1946).
- Лауреат II Міжнародного фестивалю молоді і студентів у Будапешті (спеціальний приз за виконання народних пісень, 1946).
- Міжнародна премія «Данекер» (2000).
- Незалежна загальнонаціональна премія «Тарлан» («За внесок» в розділі «Музика», «Клуб меценатів Казахстану», 2004).
- Щорічна громадська національна премія «Алтин Журек» — в номінації «Мистецтво і милосердя» (Алмати, 2007).
- Президентська стипендія Фонду підтримки культури, освіти та соціальних програм за 2011 рік.